# Geonoma triglochin
Geonoma triglochin är en enhjärtbladig växtart som beskrevs av Karl Ewald Maximilian Burret. Geonoma triglochin ingår i släktet Geonoma och familjen Arecaceae. Inga underarter finns listade i Catalogue of Life.